# النصية (مسلسل)
النصية  مسلسل سوري من إنتاج مركز دبي للأعمال الفنية 1998.

## قصة المسلسل
(أم أيمن دلال) أرملة غير راضية عن وضعها المعيشي، إبنتها (هنا) تعيش مع زوجها توفيق وهي في حالة هوس وخوف علي نصّية والدها التي في بيت أهلها، في الوقت الذي تضجر فيه (دلال) ام (هناء) من النصّية التي لا تحتوي الا علي الكتب والأوراق القديمة ولا تري لها أي فائدة، (أيمن) يعمل خارج البلد وخطيبتة (إنعام) تدرس في السنة الأخيرة من الجامعة، تسمح هناء لإنعام بدراسة الكتب وأخذ مراجع لبحثها في الجامعة من نصّية والدها لتغوص إنعام في غموض وكتب و أوراق النصّية وكنزها الثمين الذي لا يعلمه أحد، حتي تكتشفه أم أيمن في أحد الأيام بالصدفة لتكون من سيدات الأعمال، تنفصل هناء عن زوجها توفيق وتتزوج من (عبد الغني) الذي يرضي طمع وجشع والدتها فيقتل عبد الغني وتتوالي الاحداث .

## بطولة
مني واصف (دلال)
خالد تاجا (حسن)
سليم كلاس (بديع)
عباس النوري (خلخول)
مرح جبر (إنعام)
حاتم علي (توفيق)
وفاء موصللي (زهرية)
جهاد سعد (عبد الغني)
لينا حوارنة (هناء)
حسام عيد (هاني)
ليلى عوض (فاتن)
اسكندر عزيز
جرجس جبارة (خيري)